# فيلي ماثيسون
فيلي ماثيسون (بالإنجليزية: Willie Mathieson)‏ (20 يوليو 1943 بسنت أندروز في المملكة المتحدة - ) هو لاعب كرة قدم بريطاني في مركزي الدفاع والظهير. لعب مع ريث روفرز ونادي رينجرز ونادي اربوراث ورابطة كرة القدم الاسكتلندية الحادية عشر ‏.

## وصلات خارجية
- فيلي ماثيسون على موقع قاعدة بيانات كرة القدم.إي يو (الإنجليزية)